# 텔레마크 스키

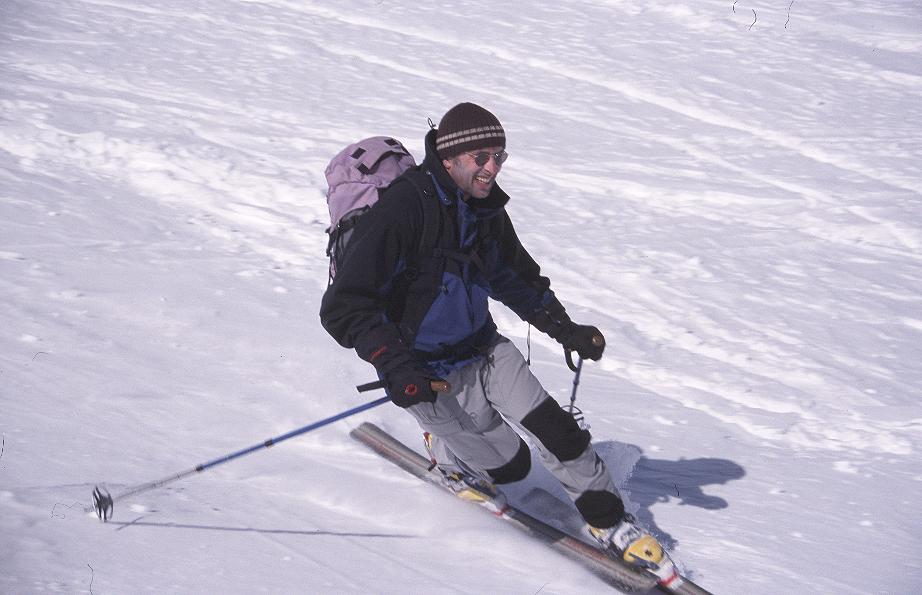
텔레마크 스키를 하는 모습

텔레마크 스키(Telemark ski)는 19세기 후반에 노르웨이 남부의 텔레마르크 지방을 중심으로 발전한 현대 스키의 원형이라고도 말할 수 있는 스키이다.
현재 있는 크로스 컨트리 스키 등이 일반화되면서, 텔레마크 스키는 거의 행해지지 않았다. 하지만, 1970년대에 이르러서 크로스 컨트리 스키의 유행과 함께 미국에 있는 크로스 컨트리용 판자로 슬로프를 활강하는 기술로 부활하여 현재에 이르고 있다.